# Zelotes bokerensis
Zelotes bokerensis este o specie de păianjeni din genul Zelotes, familia Gnaphosidae, descrisă de Levy, 1998.
Este endemică în Israel. Conform Catalogue of Life specia Zelotes bokerensis nu are subspecii cunoscute.